# Denis Irwin
Denis Joseph Irwin  (Cork, Irlanda, 31 de octubre de 1965) es un exfutbolista irlandés. Alcanzó la fama con el Manchester United, y es considerando por los hinchas del club como uno de los jugadores más importantes de la entidad.
Formó parte de la selección de fútbol de Irlanda, con 56 partidos y cuatro goles, con la cual participó en la Copa Mundial de Fútbol de 1994.

## Trayectoria
Inició su carrera como jugador profesional con el Leeds United en 1983, donde jugó 72 partidos en la Football League Second Division. Después fue contratado por el Oldham Athletic, que fue transferido en 1986. Jugó las semifinales de la FA Cup y la final de la Football League Cup. En 1990 fue transferido al Manchester United por  £625 000, donde jugó 368 partidos en total, ha marcado 22 goles, y es considerado como uno de los jugadores más importantes en la historia del club.[cita requerida]
En 2002 fue transferido al Wolverhampton Wanderers para la temporada 2001-02. A finales de la Temporada 2003-04, a los 38 años, anuncia su retiro del fútbol profesional.

## Selección nacional
Ha sido internacional con la Selección de fútbol de Irlanda desde 1990 a 1999, ha jugado 56 partidos y ha marcado 4 goles. También debutó en la Copa Mundial de Fútbol de 1994 donde llegó a octavos de final.

### Participaciones en Copas del Mundo
| Mundial                        | Sede           | Resultado        |
| ------------------------------ | -------------- | ---------------- |
| Copa Mundial de Fútbol de 1994 | Estados Unidos | Octavos de final |

## Clubes
| Club                    | País       | Año         |
| ----------------------- | ---------- | ----------- |
| Leeds United            | Inglaterra | 1983 - 1986 |
| Oldham Athletic         | Inglaterra | 1986 - 1990 |
| Manchester United       | Inglaterra | 1990 - 2002 |
| Wolverhampton Wanderers | Inglaterra | 2002 - 2004 |

## Palmarés

### Campeonatos nacionales
| Título           | Club              | País       | Año     |
| ---------------- | ----------------- | ---------- | ------- |
| Community Shield | Manchester United | Inglaterra | 1990    |
| Community Shield | Manchester United | Inglaterra | 1993    |
| Premier League   | Manchester United | Inglaterra | 1992/93 |
| Premier League   | Manchester United | Inglaterra | 1993/94 |
| FA Cup           | Manchester United | Inglaterra | 1993/94 |
| Premier League   | Manchester United | Inglaterra | 1995/96 |
| FA Cup           | Manchester United | Inglaterra | 1995/96 |
| Community Shield | Manchester United | Inglaterra | 1996    |
| Premier League   | Manchester United | Inglaterra | 1996/97 |
| Community Shield | Manchester United | Inglaterra | 1997    |
| Premier League   | Manchester United | Inglaterra | 1998/99 |
| FA Cup           | Manchester United | Inglaterra | 1998/99 |
| Premier League   | Manchester United | Inglaterra | 1999/00 |
| Premier League   | Manchester United | Inglaterra | 2000/01 |

### Copas internacionales
| Título                       | Club              | País       | Año  |
| ---------------------------- | ----------------- | ---------- | ---- |
| Liga de Campeones de la UEFA | Manchester United | Inglaterra | 1999 |
| Copa Intercontinental        | Manchester United | Inglaterra | 1999 |

### Distinciones individuales
| Distinción                         | Año        |
| ---------------------------------- | ---------- |
| Equipo ideal del año de la PFA     | 1994, 1999 |
| Salón de la Fama del Fútbol Inglés | 2016       |